# Henri Guérin (schermidore)
Henri Guérin (Parigi, 20 maggio 1905 – Neuilly-sur-Seine, 11 ottobre 1967) è stato uno schermidore francese, vincitore di una medaglia d'oro nella scherma ai giochi olimpici.